# Collichthys lucidus
Collichthys lucidus és una espècie de peix de la família dels esciènids i de l'ordre dels perciformes.

## Morfologia
- Els mascles poden assolir 17 cm de longitud total.[5][6]

## Depredadors
A la Xina és depredat per Paralichthys olivaceus i Okamejei kenojei.

## Hàbitat
És un peix marí, de clima subtropical i demersal que viu fins als 90 m de fondària.

## Distribució geogràfica
Es troba a l'oceà Pacífic occidental: des de Kyushu (el Japó) fins al Mar de la Xina Meridional.

## Observacions
És inofensiu per als humans.